# Coolblue
Pour les articles homonymes, voir Cool Blue.
Coolblue est une société néerlandaise de commerce électronique fondée en 1999 par Pieter Zwart (PDG), Paul de Jong et Bart Kuijpers. La société opère aux Pays-Bas, en Belgique et en Allemagne et dispose de 16 magasins physiques présent en Belgique et au Pays-Bas. En 2020, Coolblue a enregistré un chiffre d'affaires de 2 milliards d'euros, avec un bénéfice (EBITDA) de 114 millions d'euros.

## Histoire
En 1999, Pieter Zwart (le CEO actuel de Coolblue) et ses amis Paul de Jong et Bart Kuijpers fondent la société qui deviendra Coolblue dans la chambre d'étudiant de Pieter. Leur premier magasin en ligne, qu'ils nomment « MP3man.nl». 
En 2004, Coolblue fait ses premiers pas à l'étranger en établissant un site internet et des livraisons en Belgique.
En juin 2017, la boutique en ligne de Coolblue est également accessible en français, pour les belges francophones.
En juillet 2021, Coolblue s'est étendu à l'Allemagne.

## Magasins

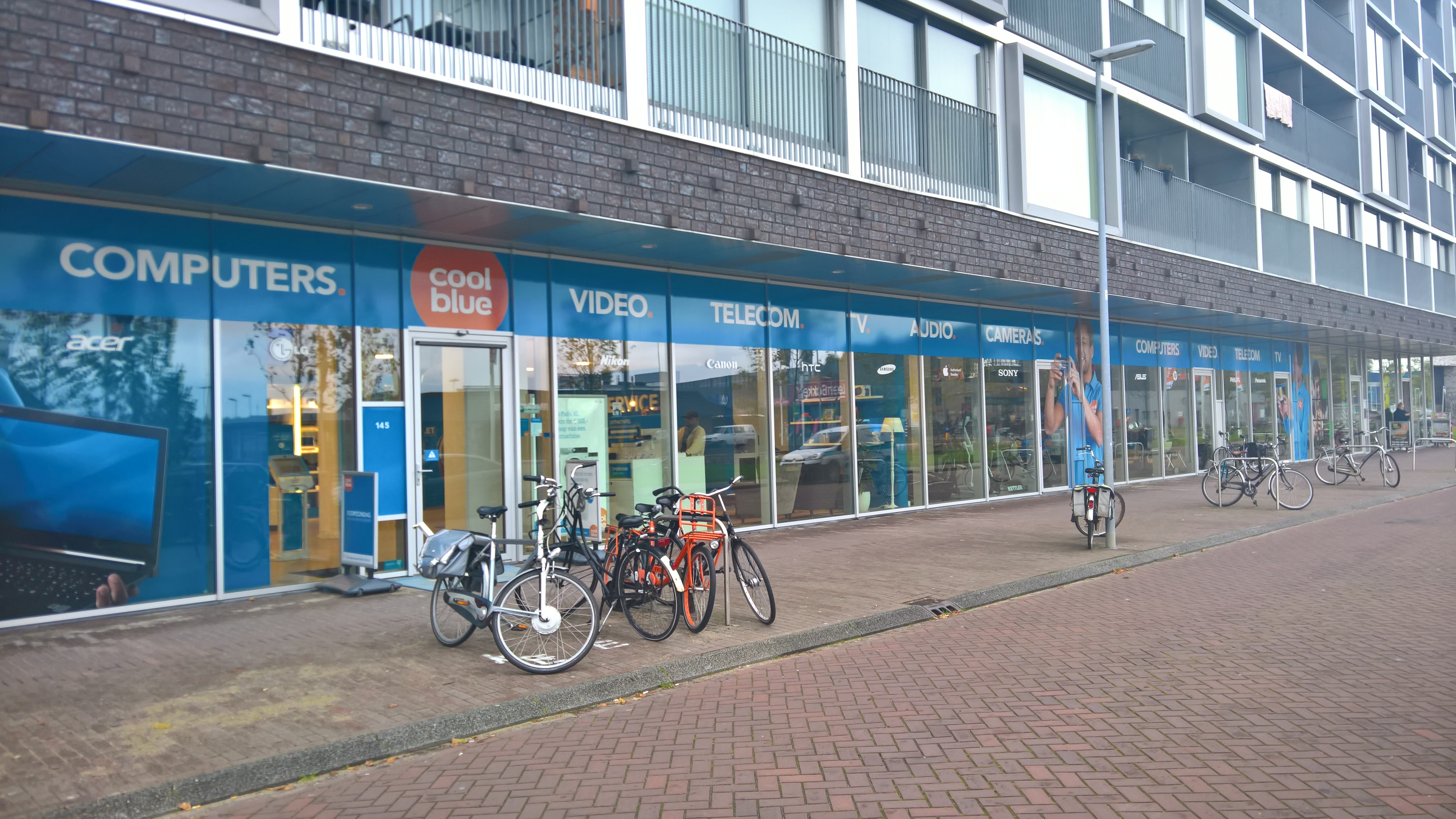
Magasins CoolBlue

Outre son magasin en ligne, Coolblue compte également huit magasins, basés à Wilrijk, Lochristi, Zaventem,Rotterdam, Eindhoven, Groningue, Utrecht, Amsterdam et plusieurs en Belgique notamment à Hasselt,Bruxelles et Zaventem,.
Coolblue est également une grande entreprise de commerce électronique, elle possède également une application mobile dédiée, à l'inverse de ses principaux concurrents comme Media Markt par exemple. 

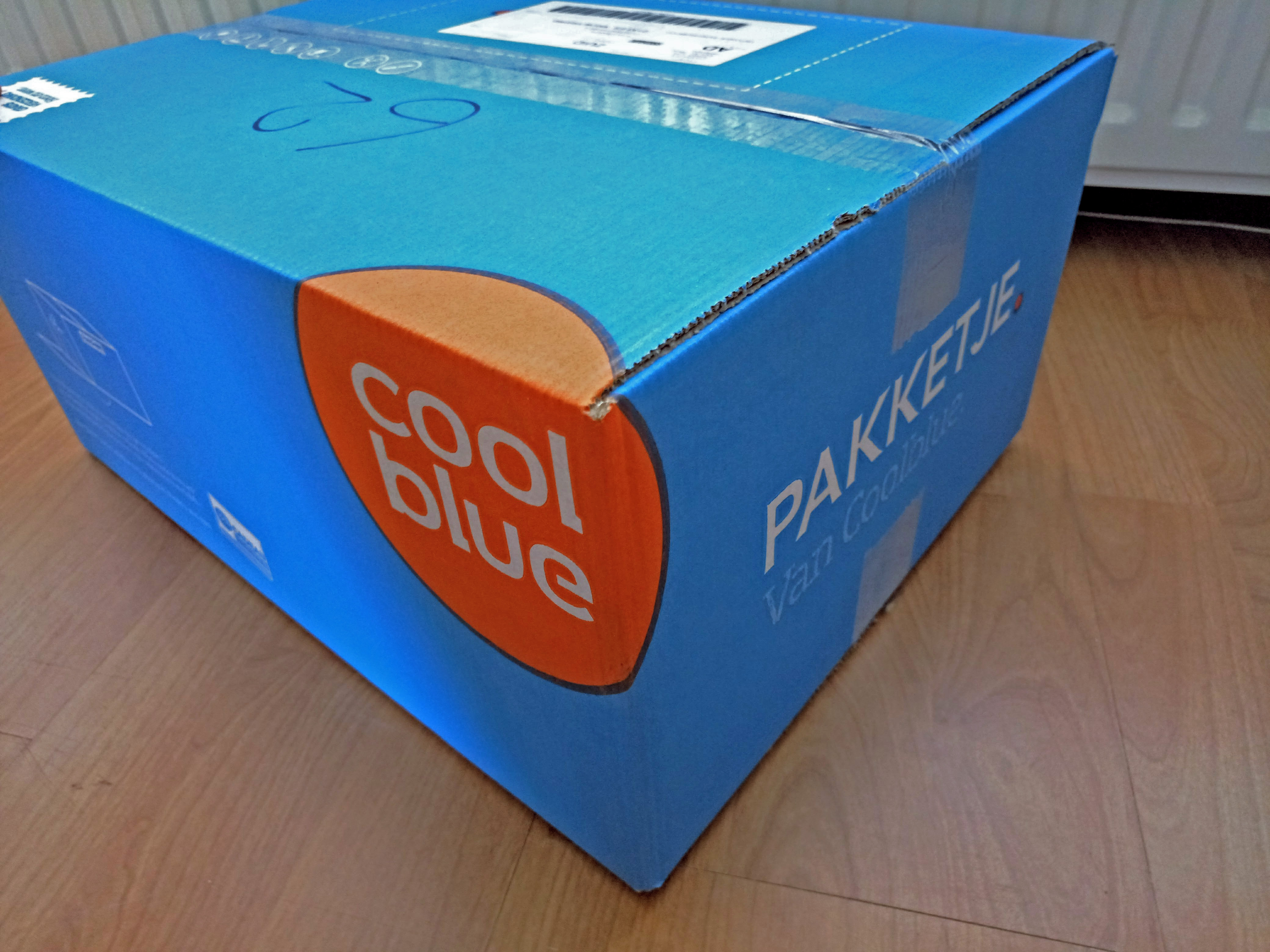
Paquet Coolblue

## Matériel de livraisons

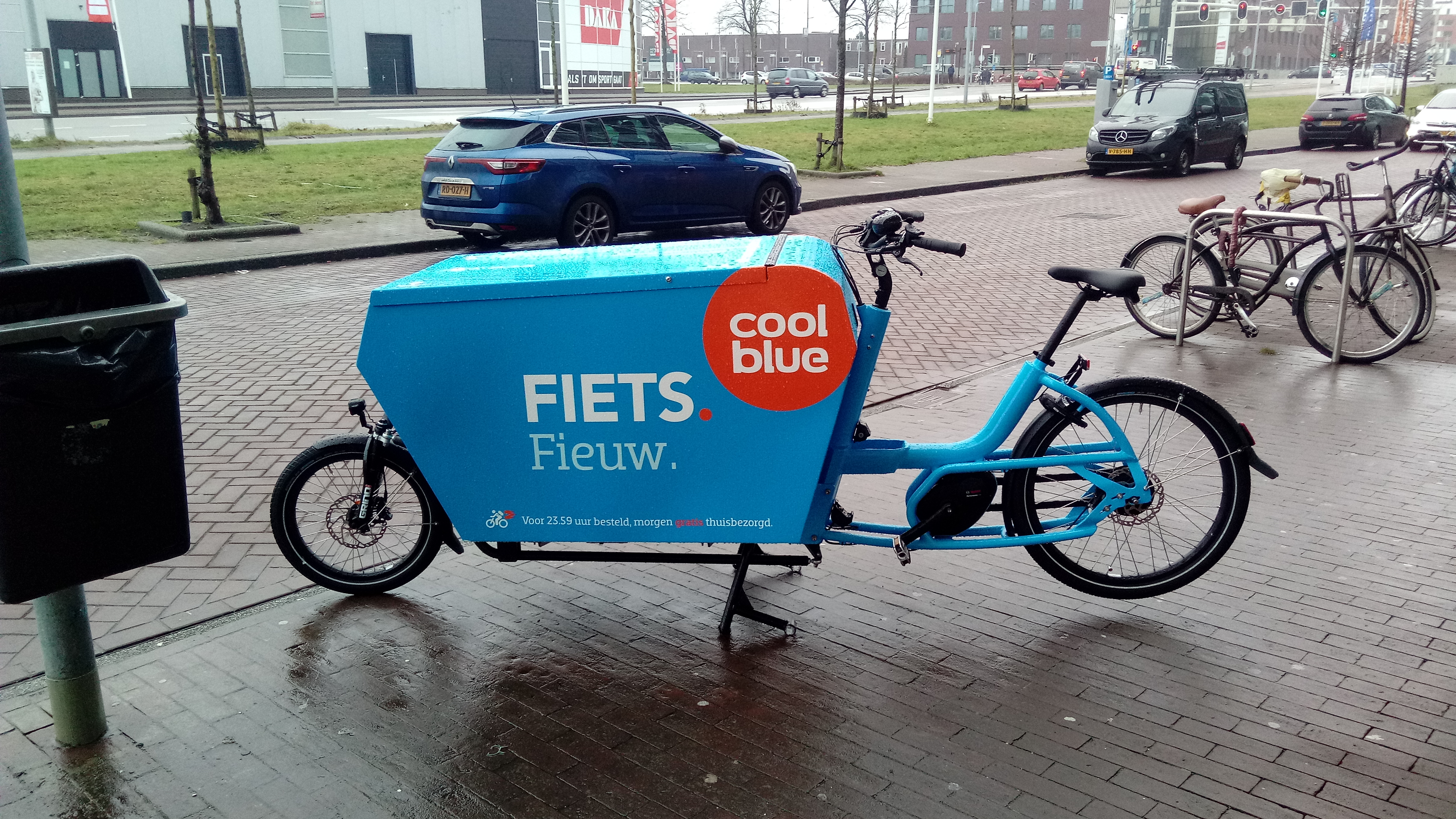
Vélo de livraisons Coolblue à Groningue (2019)

### Principaux concurrent
- Fnac
- Amazon